# Liveshow
Liveshow er en form for optræden med pornoklub hvor to eller flere medvirkende indgår i et samspil med hinanden ved f.eks. at afklæde, kærtegne, vaske eller indsæbe hinanden – andre seksuelle aktiviteter.
| Sex | Spire Denne artikel om sex eller sexologi er en spire som bør udbygges. Du er velkommen til at hjælpe Wikipedia ved at udvide den. |